# پادشاهی سیسیل
پادشاهی سیسیل (ایتالیایی: Regno di Sicilia، لاتین: Regnum Siciliae، سیسیلی: Regnu di Sicilia) دولتی در جنوب ایتالیا بود که از زمان تأسیس آن در ۱۱۳۰ تا ۱۸۱۶ میلادی به حیات خود ادامه داد.
این پادشاهی جانشین کنت نشین سیسیل، دولتی در جنوب ایتالیا که در ۱۰۷۱ میلادی پس از هجوم نورمن‌ها به جنوب ایتالیا تأسیس شد، شد. این پادشاهی تا ۱۲۸۲ میلادی نه تنها کل سیسیل را دربر می‌گرفت بلکه بر بخش بزرگی از جنوب ایتالیا، آفریقا (تونس و تریپولی) جزیره مالت و ناپل تسلط داشت.
در ۱۲۸۲ میلادی، شورش نیایش شامگاهی سبب سقوط تسلط دودمان آنژو بر سیسیل شد و همچنین باعث استقلال سیسیل گشت. در ۱۸۱۶ میلادی، اتحاد سیسیل و پادشاهی ناپل به ایجاد دولتی متحد به نام پادشاهی دو سیسیل انجامید. سرانجام، در ۱۸۶۱ این پادشاهی جزئی از کشور ایتالیا شد.

## ضرب سکه
پادشاهان نورمن در قرن دوازدهم از تاری (نام سکه) استفاده می‌کردند که از سال ۹۱۳ در سیسیل به عنوان پول رسمی استفاده می‌شد. وزن یک تاری حدود یک گرم و طلا ۱۶ / ۳ قیراط بود. دینار عربی معادل چهار تاری و سولیدوس بیزانس شش تاری ارزش داشت. [۹] در پادشاهی، یک اونزا معادل سی تاری یا پنج فلورین بود. یک تاری بیست گرانی ارزش داشت. یک گرانا معادل شش دینار بود. پس از سال ۱۱۴۰، استفاده از سکه مس رومسینا متوقف شد و با فولیاریس جایگزین شد. بیست و چهار گلدان معادل یک هزاره بیزانس بود.
فردریک دوم، امپراتور مقدس روم پس از شکست تونسی‌ها در سال ۱۲۳۱، اوگستالی را ضرب کرد. ضخامت آن در ۲۱ / قیراط و وزن آن ۵٫۲۸ گرم بود. این سکه در سال ۱۴۹۰، در پی پیروزی در سیسیل ضرب شد که معادل دو کات ونیزی بود. یک پیروزی به ارزش ۱۱ / آکوالیان بود. یک آکوالیان بیست گرانی ارزش داشت. در معاملات از tari و pichuli عمدتاً استفاده می‌شد.

## جوامع مذهبی
در زمان سلطنت نورمن‌ها، چندین جامعه مختلف مذهبی در پادشاهی سیسیل با هم زندگی می‌کردند که شامل مسیحیان لاتین (کاتولیک‌های روم)، مسیحیان یونان زبان (کاتولیک‌های یونان)، مسلمانان و یهودیان بودند. اگرچه اعمال مذهبی محلی جریان داشت اما واقعیت این بود که مسیحیان لاتین افسار قدرت را در دست داشتند و تمایل داشتند که از مرجع مسیحیت لاتین (پاپ) طرفداری کنند. اسقف‌های آیین یونان موظف بودند ادعاهای کلیسای لاتین در سیسیل را تشخیص دهند، در حالی که امیران محلی بر جوامع مسلمانان عملاً حکومت نمی‌کردند. مسیحیان یونانی زبان، مسیحیان لاتین و مسلمانان به‌طور منظم با هم تعامل داشتند و از نظر اقتصادی، زبانی و فرهنگی در زندگی یکدیگر نقش داشتند. برخی با هم ازدواج هم می‌کردند. مسیحیان ساکن در یک منطقه عرب زبان ممکن بود اسامی عربی یا حتی مسلمان را بر خود برگزینند. در بسیاری از شهرها، هر جامعه مذهبی نظم اداری و قضایی خاص خود را داشت. در پالرمو، به مسلمانان اجازه داده می‌شد که در مساجد به‌طور علنی اذان بگویند و مسائل حقوقی آنها توسط قاضی‌ها، قضاتی که مطابق با قوانین اسلامی حکم می‌کردند، حل و فصل شود.